# 上仁樹
上仁 樹（じょうにん たつき、1991年10月31日 - ）は、RMP株式会社に所属する日本の俳優である。

## 人物
大阪府出身。
趣味：読書・犬の散歩・料理。特技：少林寺拳法・バルーンアート。
関西版D-BOYSである劇団Patchに所属していたが、2013年6月1日に脱退を発表。それと同時にワタナベエンターテインメントとの契約も終了。
実家でチワワとダックスフントのミックス犬を飼っており、名前は、ちくわ（名前の由来は、ちくわをカタカナで書くとチワワ→チクワと似ているため。）。

## 出演

### テレビ・ドラマ・映画
- ABC『おはよう朝日 土曜日です』 - レギュラーレポーター
- TOKYO МX『ツキプロch.』
- TOKYO МX『ツキステ。TV』
- 信長未満 -転生光秀が倒せない-（2022年10月25日 - 、テレビ神奈川）- 上杉謙信 役[1]
- 黄檗文化映画シリーズ エピソード２ 「学び舎の仁心～漢方医学の系譜～」 - 園部拓也 役※主演[2]

### ニコニコ生放送
- B-PROJECT onSTAGE 『OVER the WAVE!』～舞台公演記念ニコ生特番～vol.2（2017年7月21日）
- B-PROJECT onSTAGE 『OVER the WAVE!』千秋楽（2017年8月6日）

### 舞台・コンサート
- 劇団Patch旗揚げ公演『OLIVER BOYS』（2012年10月4日 - 5日、ABCホール）- 春日部秀士 役[3]
- 『PRIDE』（2015年7月8日 - 13日、AQUA studio）- 島袋大樹 役[4]
- 『アプリの王子様(仮)』（2015年9月19日 - 23日、AQUA studio）- 青峰 役[5]
- 『薔薇の香水師〜AnotherChristmas〜』（2015年12月23日、押上ワロップスタジオ）- セイラン 役
- 2.5次元ダンスライブ - 皐月葵 役
  - 2.5次元ダンスライブ『ツキウタ。』ステージ Ver.BLACK/Ver.WHITE（2016年4月23日 - 5月1日、星稜会館）[6]
  - 2.5次元ダンスライブ『ツキウタ。』ステージ　第二幕「月歌奇譚『夢見草』」（2016年10月27日 - 31日、Zeppブルーシアター六本木）[7]
  - ツキプロ祭・冬の陣 2.5次元ダンスライブ『ツキステ。』LUNATIC LIVE（2016年12月4日、パシフィコ横浜 国立大ホール）[8]
  - ツキステ。TRI!SCHOOL REVOLUTION!Ver.BLACK（2017年3月8日 - 12日、Zeppブルーシアター六本木）[9]
  - 2.5次元ダンスライブ『ツキウタ。』ステージ 第四幕『Lunatic Party』（2017年10月11日 - 15日、六本木ブルーシアター）[10]
  - 2.5次元ダンスライブ『ツキウタ。』ステージ LUNATIC LIVE 2017 in SHANGHAI（2017年10月21日 - 22日、MODERN SKY LAB）[11]
  - 2.5次元ダンスライブ『ツキウタ。』ステージ 第五幕『Rabbits Kingdom』（2017年11月30日 - 12月3日、サンケイホールブリーゼ / 12月7日 - 22日、AiiA 2.5 Theater Tokyo）[12]
  - 2.5次元ダンスライブ『ツキウタ。』ステージ  Memorial Tour（2018年2月13日 - 14日、EXシアター / 2月16日 - 18日、よみうりランド / 2月24日 - 25日、台湾公演　/ 3月2日 - 3日、オリックス劇場 / 3月4日、豊田市市民会館 / 3月10日 ‐ 11日、仙台GIGS）[13]
  - 2.5次元ダンスライブ『ツキウタ。』ステージ 第6幕『紅縁』（2018年10月18日 - 11月4日、品川ステラボール）[14]
  - 2.5次元ダンスライブ『ツキウタ。』ステージ 第7幕『CYBER DIVE CONNECTION』（2018年12月5日 - 12月9日、ヒューリックホール東京 / 12月13日 - 16日、メルパルクホール）[15]
  - 2.5次元ダンスライブ『ツキウタ。』ステージ LUNATIC LIVE 2018 Ver.RED Ver.BLUE（2018年12月26日 - 27日、大宮ソニックシティ）[16]
  - 2.5次元ダンスライブ『ツキウタ。』ステージ 第8幕「TSUKINO ENPIRE 『unleash my mind』」（2019年3月27日 - 31日、舞浜アンフィシアター）[17]
  - 2.5次元ダンスライブ『S.Q.S』 Episode 4『TSUKINO EMPIRE2 -Beginning of the World-』（2019年9月26日 - 9月29日、舞浜アンフィシアター） ※ ゲスト出演[18]
  - 2.5次元ダンスライブ『ツキウタ。』ステージ 第9幕『しあわせあわせ』（2019年10月30日 - 11月4日、ヒューリックホール東京）[19]
  - 2.5次元ダンスライブ『ツキウタ。』ステージ 第10幕『太極伝奇』（2020年1月29 - 2月2日、ヒューリックホール東京）[20]
  - 『LUNATIC LIVE 2021』（2021年9月4日 - 5日、東京ガーデンシアター） [新型コロナウイルスの影響により全公演中止]
  - 2.5次元ダンスライブ『ツキウタ。』ステージ 第11幕『月花神楽～黒と白の物語～』（2021年9月30日 - 10月11日、ヒューリックホール東京）[21]
  - 2.5次元ダンスライブ『ツキウタ。』ステージ 第12幕『裏斬心 -Children are sometimes ruthless and cruel.-』（2022年3月25日 - 4月3日、日本青年館ホール）[22]
  - 2.5次元ダンスライブ TSUKIPRO STAGE Episode2『月野奇譚 太極伝奇 -金蘭之契-』（2022年9月3日 - 11日、シアターGロッソ）[23] ※全公演中止[24]
  - 2.5次元ダンスライブ『ツキウタ。』ステージ 第13幕『月野百鬼夜行綺譚　依依恋恋』（2022年11月25日 - 12月4日、ヒューリックホール東京）[25]
  - 2.5次元ダンスライブ『ツキウタ。』ステージ 第14幕『Rabbits Kingdom Resurrection』（2023年11月17日 - 26日、ヒューリックホール東京）[26]
  - 『LUNATIC FES 2025 ～NOBLE FLOWERS～』（2025年3月26日 - 30日、日本青年館ホール）[27]
  - 2.5次元ダンスライブ『ツキウタ。』ステージ 第15幕『SCHOOL REVOLUTION 月野学園物語 -百年アオハル-』（2025年10月中旬頃予定、日本青年館ホール）[28]

- 劇団TEAM-ODAC第22回本公演『MOON&DAY〜うちのタマ知りませんか?〜』（2016年9月7日 - 11日、草月ホール）[29]
- GEKIIKE本公演第8回『あまつきつねの鬼灯』（2016年11月17日 - 28日、シアターグリーンBOX in Box）- 蛇頭千 役[30]
- 舞台『47男子』（2017年1月12日 - 15日、座・高円寺2）- 主演・大阪神 役
- MARKERLIGHT-BLUE - 主演・サフィール 役
  - MARKERLIGHT-BLUE Deeper（2017年5月3日 - 7日、新宿シアターサンモール）[31]
  - MARKERLIGHT-BLUE Crimson（2017年11月8日 - 12日、新宿村LIVE）[32]
  - MARKERLIGHT-BLUE Blessed（2018年4月18日 - 22日、CBGKシブゲキ!!）[33]
- B-PROJECT on STAGE『OVER the WAVE!』- 王茶利暉 役[34]
  - B-PROJECT on STAGE『OVER the WAVE!』THEATER（2017年7月28日 - 8月6日、天王州銀河劇場）
  - B-PROJECT on STAGE『OVER the WAVE!』LIVE 2days（2017年8月16日 - 17日、Zepp Diver City Tokyo）
- 舞台『本の門番～ぶくぶく食堂物語～≪門番のはじまり編≫』（2018年5月、中目黒 ウッディシアター）- 月島春人 役
- 舞台『鬼切丸伝〜源平鬼絵巻〜』再演（2018年6月20日 ‐ 24日、全労済ホール スペース・ゼロ）‐ 源義経 役[35]
- 舞台『男子はつらくないよ？』（2018年7月29日 - 8月4日、三越劇場）- ジュン 役[36]
- 舞台『忍ノSAGA～風魔の章～』（2018年8月15日 - 19日、CBGKシブゲキ!!）- 主演・風間在 役
- 朗読劇『学園デスパネル』（横浜公演：2018年7月23日 - 24日、名古屋公演：9月8日 - 9日）- K.S. 役
- 舞台『青春歌闘劇〜バトリズムステージ〜』- 主演・ユラ 役
  - 舞台『青春歌闘劇〜バトリズムステージ〜WAVE』（2019年1月25日 - 2月3日、シアターサンモール）[37]
  - 舞台『青春歌闘劇〜バトリズムステージ〜VOID』（2020年8月12日 - 16日、池袋あうるすぽっと）[38]
  - 舞台『新春歌闘劇バトリズム The LIVE』（2022年1月2日 - 3日、ヒューリックホール東京）[39]
- 舞台『真･YOSHITSUNE』（2019年4月24日 - 4月28日、CBGKシブゲキ!!）- 主演・源義経 役
- 劇団ToyLateLie第８回本公演『俺はヤンキーになりたかった。』（2019年5月15日 - 19日、新宿村LIVE）- W主演・宮田永吉 役[40]
- 舞台「ZERO 公安警察特殊部隊『霧組』」（2019年6月12日 - 16日、六行会ホール）- 主演・ZERO/新開龍司 役
- 舞台『かくりよの宿飯 折尾屋編』（2019年7月7日 - 21日、俳優座劇場）- 主演・銀次 役
- 舞台『この音とまれ!』（2019年8月17日 - 25日、全労済ホールスペース・ゼロ / 9月7日 - 8日、ももちパレス / 9月14日 - 15日、 森ノ宮ピロティホール）- 水原光太 役[41]
- 舞台『DARKNESS HEELS〜THE LIVE〜』SHINKA（2019年12月5日 - 15日、CBGKシブゲキ!!）- ジャグラス ジャグラー 役[42]
- YOSHITSUNE 廻 - 主演・源義経 役
  - YOSHITSUNE 廻（2020年5月6日 - 10日、北千住天空劇場）
  - YOSHITSUNE 廻（2021年5月26日 - 30日、北千住天空劇場）[43]
- 舞台『アイとアイザワ』（2020年7月4日 - 12日、シアターグリーンBIG TREE THEATER）- 山田所長代理 役
- 『アニドルカラーズ！キュアステージ』 - 夏月雫 役
  - 『アニドルカラーズ！キュアステージ ～シリウス学園編～』（2020年8月27日 - 9月2日、シアター1010）（全公演中止）
  - 『アニドルカラーズ キュアステージ SHUFFLE REVUE』（2021年2月10日 - 14日、シアター1010）
  - 『アニドルカラーズ キュアステージ Clarity Showcase Live -Chapter0-』（2021年7月20日 - 22日、赤羽ReNY alpha）
  - 『アニドルカラーズ キュアステージ Clarity Live Chapter1 -Prisoner-』（2022年4月8日 - 10日、赤羽ReNY alpha / 4月16日 - 17日、心斎橋SOMA）[44]
- 舞台『CharadeManiacs』- 主演・明瀬キョウヤ 役
  - 舞台『CharadeManiacs』（2020年10月3日 - 11日、ラゾーナ川崎プラザソル）[45]
  - 舞台『CharadeManiacs』再演（2024年1月11日 - 15日、ラゾーナ川崎プラザソル）[46]
- ミュージカル「DREAM!ing』- 白華時雨 役
  - ミュージカル『DREAM!ing』（2020年12月24日 - 27日、IMPホール / 2021年1月8日 - 17日、大手町三井ホール）[47]
  - ミュージカル『DREAM!ing ～Rainy Days～』（2022年7月8日 - 18日、品川プリンスホテル ステラボール）[48]
  - ミュージカル『DREAM!ing〜FUN!:C'est la vie〜』（2024年3月）
- シチュエーション朗読劇『Love on Ride～通勤彼氏』（2021年5月1日 - 5日、浅草花劇場）[49]（全公演中止）
- リーディングミュージカル『THE SHOW TINE』（2021年3月16日 - 21日、OPENREC.tv）[50]
- イケメンシリーズ - シャルル＝アンリ・サンソン 役
  - イケメンヴァンパイア◆偉人たちと恋の誘惑 THE STAGE ～Episode.1～（2021年4月23日 - 29日、シアター1010）[51] ※ 28・29日公演は新型コロナウイルスの影響で中止
  - イケメンシリーズ THE STAGE ～世界を駆けて、祝祭を～（2022年9月24日 - 28日、シアター1010）[52]
- Zoo-Z the STAGE（2021年7月7日 - 11日、シアターGロッソ）- 永峯佐喜人 役[53]
- 舞台『One Night Butterfly』（2021年8月12日 - 17日、有楽町よみうりホール）- 大城雄馬 役[54]
- LIVE STAGE『スケートリーディング☆スターズ』（2021年10月22日 - 31日、品川プリンスホテル ステラボール）- 久遠寺夢空 役[55]
- 舞台『勤人落語』
  - 舞台『勤人落語III』（2021年11月3日 - 7日、アトリエファンファーレ東新宿）[56]
  - 舞台『勤人落語IV』（2022年10月5日 - 7日、東京カルチャーカルチャー）
- 舞台『滄海天記』- レイジ 役
  - 舞台『滄海天記・序篇～天月、闇に墜つ～』（2021年12月8日 - 13日、シアター1010）[57]
  - 舞台『滄海天記 ～陽炎～』（2023年2月10日 - 14日、シアター1010）[58]
- 舞台版『誰ガ為のアルケミスト』-Last Blue 漆黒から、君ニ-（2022年2月20日 - 27日、新宿FACE）- フューリー 役[59]
- 演劇集団Z-Lion 第12回公演『テーマ 我が家の家族』（2022年5月18日 - 22日、俳優座劇場）- 若い頃の佐藤和晃 役[60]
- eeo Stage reading 朗読劇『この色、君の声で聞かせて』（2022年5月25日 - 29日、シアター・アルファ東京）※ チームACT[61]
- 新感覚恋愛×マーダーミステリー劇『Love Letter for You』（2022年9月3日 - 5日、EX THEATER ROPPONGI）- 山田凛 役 ※5日のみ出演[62]
- 人狼系推理バトル『レジスタンスイレブン~集いはハロウィンで~』（2022年10月29日・30日、コフレリオ新宿シアター）
- 舞台『屍の王』（2022年12月14日 - 18日、六行会ホール）- ダグラス 役[63]
- 舞台『信長未満-転生光秀が倒せない-』（2023年3月23日 - 26日、KAAT 神奈川芸術劇場 ホール）- 上杉謙信 役[64]
- 上仁樹チャレンジプロジェクト 舞台『しんぐる』（2023年5月4日 - 8日、studio ZAP!）
- メロメロ活劇『忍び、恋うつつ ～猿飛咲助ノ巻～』（2023年7月13日 - 18日、ザ・ポケット）- 霧隠蔵人 役[65]
- E-Stage Topiaプロデュース 音楽朗読劇『パレード』（2023年8月23日 - 27日、中野 劇場HOPE / 9月15日 - 17日、一心寺シアター倶楽）※東京: 25日・26日・27日のみ出演
- 舞台『淡海乃海-天下静謐の雫となりて-』（2024年5月29日 - 6月2日、草月ホール） - 三好義継 役[66]
- パーセプションステージ『Opus.COLORs』（2024年5月10日 - 19日、品川プリンスホテル クラブeX） - 由羅大樹 役[67]
- 舞台『黄昏の王』（2024年10月3日 - 6日、こくみん共済 coop ホール/スペース・ゼロ） - ダグラス 役[68][69]
- 舞台『バッドエンド目前のヒロインに転生した私、今世では恋愛するつもりがチートな兄が離してくれません!?』（2024年12月11日 - 15日、CBGKシブゲキ!!）- 吉田 / マクシミリアン・スタイナー 役[70]
- 浅草怪談屋敷 Vol.2『友人に誘われて…』（2025年1月13日、浅草花劇場）[71]
- WaVe’S第7回公演舞台『ジョダンダンジョ』（2025年4月17日 - 20日、築地ブディストホール）
- BIZ slapstick comedy #001【リスケ！】（2025年6月4日 - 8日、六行会ホール）[72]

### イベント
- 『JUNBO Night★vol.10』（2015年8月20日、TSUTAYA O-Crest） - オープニングアクト出演
- 『Pステ』1部・2部（2016年7月30日、原宿・PANNY LANE）
- 2.5次元ダンスライブ「ツキステ。」
  - 2.5次元ダンスライブ「ツキウタ。」サマーライブ2016（2016年8月20日 - 21日、イオンシネマ板橋/8月27日 - 28日、シネマサンシャイン池袋）
  - 2.5次元ダンスライブ「ツキウタ。」第1幕 Blu-ray Disc 発売記念イベント BACK STAGE PARTY（2016年9月19日、銀座ブロッサム中央会館）
  - 2.5次元ダンスライブ「ツキウタ。」劇中歌CD発売記念イベント BACK STAGE PARTY（2016年11月27日、TKPガーデンシティ竹橋）
  - 2.5次元ダンスライブ「ツキウタ。」第二幕 月歌奇譚『夢見草』Blu-ray発売記念イベント BACK STAGE PARTY（2016年1月22日、ベルサール秋葉原）
  - 2.5次元ダンスライブ「ツキウタ。」LUNATIC LIVE Blu-ray発売記念イベント BACK STAGE PARTY（2017年4月10日、ニューピアホール竹芝）
  - 2.5次元ダンスライブ「ツキウタ。」ツリービレッジ in 握手会（2017年4月16日、東京スカイツリービレッジ）
  - 2.5次元ダンスライブ「ツキウタ。」サマーライブ2017（2017年6月25日、よみうりホール）
  - 2.5次元ダンスライブ「ツキウタ。」アニメイト上海イベント（2017年9月2日、アニメイト上海）
  - 2.5次元ダンスライブ「ツキウタ。」第三幕 『TRI! SCHOOL REVOLUTION!』Blu-ray発売記念イベント BACK STAGE PARTY（2017年9月10日、日本消防会館）
  - 2.5次元ダンスライブ「ツキウタ。」TV特別版『TSUKINO QUEST（ツキクエ） BLACK vs.WHITE ～囚われの黒田･白田を救出せよ～』先行上映会（仮）（2017年12月23日、アニメイト大阪日本橋店/12月24日、都内某所）
  - 2.5次元ダンスライブ「ツキウタ。」ステージ第13幕『月野百鬼夜行綺譚 依依恋恋』BACKSTAGE PARTY IN animate（2023年8月19日、アニメイト池袋本店）
- 『MerryBelle 来店』（2016年10月24日、ラフォーレ原宿） - 1日店長
- 『上仁樹の「ちょっとトーク上手（ウマ）なった?」vol.1』（2016年12月26日、STUDIO WALLOP）
- セセラギさえずって 完成披露上映会（2017年3月22日、絵空箱）- 主演・健人 役
- 47男子 DVD発売記念イベント（2017年3月26日、池袋スタジオ）
- MARKARLIGHT BLUE  Deeper トークイベント（2017年4月15日、ハンドレッドスクエア倶楽部）
- KLEE FES 俳優×芸人=どうなりますかライブ!?（2017年6月17日、B-BOX）
- 上仁樹 トークショー（2017年8月20日、名古屋スクールオブミュージック&ダンス専門学校）
- 上仁樹 1st DVD 「JOURNEY TATSUKI～上仁樹 in 台北」発売記念イベント（2017年8月26日、TKP神田駅前ビジネスセンター5F）
- ツキプロ文化祭 死にかけ男が転生目指して芸能界で頑張ります!～しにてん～（2017年9月13日 - 15日、全電通労働会館） - 二宮誠 役
- TATSUKICHI BIRTHDAY PARTY 2017（2017年10月28日、パセラリゾーツ グランデ渋谷）
- ビジュアルブック発売記念! ポストカードお渡し会 in アニメイトガールズフェスティバル2017（2017年11月3日、池袋サンシャインシティ アニメイトガールズフェスティバル2017内「ムービック2.5次元」ブース）
- オッドフェス vol.2（2018年1月6日、シダックスカルチャーシアターA）
- 劇団ジャングル第11幕～真剣勝負！タツキーVS翼～あけましておめでとうSP～（2018年1月14日、大阪日本橋 インディペンデントシアター2nd）
- Love on Ride~通勤彼氏Vol.9 深山大樹リリース記念 上仁樹トークイベント（2018年4月28日、R’sアートコート）
- 上仁樹 × MATERIAL CROWN コラボアクセサリー購入者特典イベント（2018年5月19日、都内某所）
- 朗読劇「theater of Fairytale」（2018年6月2日、東京ガーデンパレス）
- 鬼切丸伝〜源平鬼絵巻〜事前トークショー＆ハイタッチ会（2018年6月3日、板橋区立グリーンホール2Fホール）
- 上仁樹とZOOM（2022年8月20日、ZOOM）
- 上仁樹と夏の思い出（2022年8月21日、都内某所）
- DERAGAYA! 上仁樹 × 阿部快征（2022年9月3日、名古屋 レジェンドホール）
- 上仁樹誕生祭～恋草浪漫～（2022年11月5日、R’sアートコート）
- ツキプロチャンネル48時間生配信2022（2022年11月5日・6日、YouTube・ニコニコ生放送）※6日のみ出演[73]
- 『イケボdeクリスマス 上仁樹 クリスマストークイベント』（2022年12月21日、OIOI錦糸町）
- 大忘年会！タツトーーク！〜Part.3〜（2022年12月29日、SUBIR AKASAKA TOKYO）
- Reiki Nakajima ~28th BirthdayEvent（2023年5月24日、SHIBUYA ICON）※2部のみ
- acoFES プレゼンツ『俳優×芸人どうなりますか！？ライブ秋の番外編！！演出家田邊俊喜1日限りの現役復活アンド生誕祭！集いし猛者共出て来いや！～田邊軍団vs TEAM近藤軍団！～』（2023年9月2日、ミューズモード音楽院 本館）
- TATSUKICHI BIRTHDAY PARTY 2023 ーHIDE OUTー（2023年11月4日、WATERRAS COMMON HALL）
- ツキプロチャンネル48時間マジカルTV（2023年11月3日・4日、YouTube・ニコニコ生放送）※4日のみ出演[74]
- 『第2回むげん会×小林涼バースディ』（2024年9月14日、浅草雷5656会館）
- ミュージカル『DREAM!ing〜After Party〜』（2025年8月9日、ニッショーホール） - 白華時雨 役[75]

### 写真集
- 「theater of Fairytale」
- 「blue amber」(2023)

## CD

### ドラマCD
- Love on Ride ～ 通勤彼氏 Vol.9 深山大樹（CV：上仁樹）

### 「ツキステ。」シリーズ関連
| 発売日   | 商品名 | キャスト | 歌                                                          |
| 2016年   | 2016年 | 2016年 | 2016年                                                      |
| -------- | --- | --- | ----------------------------------------------------------- |
| 11月25日 | 2.5次元ダンスライブ『ツキウタ。』ステージ 第二幕 『月歌奇譚 夢見草』メインテーマ                              | Six Gravity: 睦月始 役：校條拳太朗、弥生春 役：仲田博喜、卯月新 役：山崎大輝、皐月葵 役：上仁樹、師走駆 役：輝山立、如月恋 役：横尾瑠尉 Procellarum: 霜月隼 役：友常勇気、文月海 役：土井一海、葉月陽 役：鷲尾修斗、長月夜 役：谷佳樹、水無月涙 役：佐藤友咲、神無月郁 役：笹翼 | 『夢見草』                                                  |
| 11月25日 | 2.5次元ダンスライブ『ツキウタ。』ステージ 第二幕 『月歌奇譚 夢見草』劇中歌･年中組                             | Six Gravity: 卯月新 役：山崎大輝、皐月葵 役：上仁樹 Procellarum: 葉月陽 役：鷲尾修斗、長月夜 役：谷佳樹 | 『夢幻花火』                                                |
| 2017年   | | |                                                             |
| 4月21日  | 2.5次元ダンスライブ『ツキウタ。』ステージ TRI!『SCHOOL REVOLUTION!』メインテーマ                              | Six Gravity: 睦月始 役：校條拳太朗、弥生春 役：仲田博喜、卯月新 役：山崎大輝、皐月葵 役：上仁樹、師走駆 役：輝山立、如月恋 役：横尾瑠尉 Procellarum: 霜月隼 役：友常勇気、文月海 役：土井一海、葉月陽 役：鷲尾修斗、長月夜 役：谷佳樹、水無月涙 役：佐藤友咲、神無月郁 役：笹翼 | 『SCHOOL REVOLUTION! -時計仕掛けのモラトリアム- Ver.WHITE』 |
| 11月17日 | 2.5次元ダンスライブ『ツキウタ。』ステージ 第4幕 『Lunatic Party』メインテーマ                                 | Six Gravity: 睦月始 役：校條拳太朗、弥生春 役：仲田博喜、卯月新 役：竹中凌平、皐月葵 役：上仁樹、師走駆 役：輝山立、如月恋 役：横尾瑠尉 Procellarum: 霜月隼 役：友常勇気、文月海 役：土井一海、葉月陽 役：鷲尾修斗、長月夜 役：谷佳樹、水無月涙 役：佐藤友咲、神無月郁 役：笹翼 | 『Lunatic Party』                                           |
| 11月17日 | 2.5次元ダンスライブ『ツキウタ。』ステージ 第4幕 『Lunatic Party』劇中歌･年中組                                | Six Gravity: 卯月新 役：竹中凌平、皐月葵 役：上仁樹 Procellarum: 葉月陽 役：鷲尾修斗、長月夜 役：谷佳樹 | 『DEAD DANCE』                                              |
| 2018年   | | |                                                             |
| 1月26日  | 2.5次元ダンスライブ『ツキウタ。』ステージ 第5幕『Rabbits Kingdom』メインテーマ                                | Six Gravity: 睦月始 役：校條拳太朗、弥生春 役：仲田博喜、卯月新 役：竹中凌平、皐月葵 役：上仁樹、師走駆 役：輝山立、如月恋 役：横尾瑠尉 Procellarum: 霜月隼 役：友常勇気、文月海 役：土井一海、葉月陽 役：鷲尾修斗、長月夜 役：谷佳樹、水無月涙 役：佐藤友咲、神無月郁 役：笹翼 | 『Rabbits Kingdom』                                         |
| 12月7日  | 2.5次元ダンスライブ『ツキウタ。』ステージ 第6幕『紅縁』メインテーマ                                           | Six Gravity: 睦月始 役：校條拳太朗、弥生春 役：松田岳、卯月新 役：竹中凌平、皐月葵 役：上仁樹、師走駆 役：輝山立、如月恋 役：横尾瑠尉 Procellarum: 霜月隼 役：TAKA、文月海 役：土井一海、葉月陽 役：鷲尾修斗、長月夜 役：秋葉友佑、水無月涙 役：佐藤友咲、神無月郁 役：三山凌輝 | 『紅縁』                                                    |
| 12月7日  | 2.5次元ダンスライブ『ツキウタ。』ステージ 第6幕『紅縁』劇中歌･年中組                                          | Six Gravity: 卯月新 役：竹中凌平、皐月葵 役：上仁樹 Procellarum: 葉月陽 役：鷲尾修斗、長月夜 役：秋葉友佑 | 『朧ノ声』                                                  |
| 2019年   | | |                                                             |
| 1月18日  | 2.5次元ダンスライブ『ツキウタ。』ステージ 第7幕『CYBER-DIVE-CONNECTION』メインテーマ                          | Six Gravity: 睦月始 役：校條拳太朗、弥生春 役：松田岳、卯月新 役：竹中凌平、皐月葵 役：上仁樹、師走駆 役：輝山立、如月恋 役：横尾瑠尉 Procellarum: 霜月隼 役：TAKA、文月海 役：土井一海、葉月陽 役：鷲尾修斗、長月夜 役：秋葉友佑、水無月涙 役：佐藤友咲、神無月郁 役：三山凌輝 | 『CYBER-DIVE-CONNECTION』                                   |
| 4月19日  | 2.5次元ダンスライブ『ツキウタ。』ステージ 第8幕 『TSUKINO EMPIRE -Unleash your mind.-』メインテーマ           | Six Gravity: 睦月始 役：校條拳太朗、弥生春 役：松田岳、卯月新 役：竹中凌平、皐月葵 役：上仁樹、師走駆 役：輝山立、如月恋 役：横尾瑠尉 Procellarum: 霜月隼 役：TAKA、文月海 役：土井一海、葉月陽 役：鷲尾修斗、長月夜 役：秋葉友佑、水無月涙 役：佐藤友咲、神無月郁 役：三山凌輝 | 『TSUKINO EMPIRE -Unleash your mind.-』                     |
| 11月29日 | 2.5次元ダンスライブ『ツキウタ。』ステージ 第9幕『しあわせあわせ』メインテーマ                                 | Six Gravity: 睦月始 役：縣豪紀、弥生春 役：松田岳、卯月新 役：中島礼貴、皐月葵 役：上仁樹、師走駆 役：澤邊寧央、如月恋 役：鈴木遥太 Procellarum: 霜月隼 役：TAKA、文月海 役：平井雄基、葉月陽 役：栗田学武、長月夜 役：秋葉友佑、水無月涙 役：佐藤友咲、神無月郁 役：三山凌輝   | 『しあわせあわせ』                                          |
| 11月29日 | 2.5次元ダンスライブ『ツキウタ。』ステージ 第9幕『しあわせあわせ』劇中歌･年中組                                | Six Gravity: 卯月新 役：中島礼貴、皐月葵 役：上仁樹 Procellarum: 葉月陽 役：栗田学武、長月夜 役：秋葉友佑 | 『君は華麗なる「Laila」…』                                  |
| 2020年   | | |                                                             |
| 2月28日  | 2.5次元ダンスライブ『ツキウタ。』ステージ 第10幕『太極伝奇』主題歌                                            | Six Gravity: 睦月始 役：縣豪紀、弥生春 役：松田岳、卯月新 役：中島礼貴、皐月葵 役：上仁樹、師走駆 役：澤邊寧央、如月恋 役：鈴木遥太 Procellarum: 霜月隼 役：TAKA、文月海 役：平井雄基、葉月陽 役：栗田学武、長月夜 役：秋葉友佑、水無月涙 役：佐藤友咲、神無月郁 役：三山凌輝   | 『太極伝奇～約束～』                                        |
| 2021年   | | |                                                             |
| 11月26日 | 2.5次元ダンスライブ『ツキウタ。』ステージ 第11幕『月花神楽～黒と白の物語～』主題歌                            | Six Gravity: 睦月始 役：縣豪紀、弥生春 役：太田裕二、卯月新 役：中島礼貴、皐月葵 役：上仁樹、師走駆 役：澤邊寧央、如月恋 役：鈴木遥太 Procellarum: 霜月隼 役：TAKA、文月海 役：平井雄基、葉月陽 役：鷲尾修斗、長月夜 役：秋葉友佑、水無月涙 役：佐藤友咲、神無月郁 役：佐藤智広 | 『月花神楽』                                                |
| 11月26日 | 2.5次元ダンスライブ『ツキウタ。』ステージ 第11幕『月花神楽～黒と白の物語～』挿入歌                            | Six Gravity: 睦月始 役：縣豪紀、弥生春 役：太田裕二、卯月新 役：中島礼貴、皐月葵 役：上仁樹、師走駆 役：澤邊寧央、如月恋 役：鈴木遥太 | 『漆黒武舞』                                                |
| 2022年   | | |                                                             |
| 3月25日  | 2.5次元ダンスライブ『ツキウタ。』ステージ 第12幕『裏斬心 -Children are sometimes ruthless and cruel.-』主題歌 | Six Gravity: 睦月始 役：縣豪紀、弥生春 役：太田裕二、卯月新 役：中島礼貴、皐月葵 役：上仁樹、師走駆 役：澤邊寧央、如月恋 役：鈴木遥太 Procellarum: 霜月隼 役：TAKA、文月海 役：平井雄基、葉月陽 役：鷲尾修斗、長月夜 役：秋葉友佑、水無月涙 役：佐藤友咲、神無月郁 役：佐藤智広 | 『斬心-無形ノ八重-』                                        |
| 2023年   | | |                                                             |
| 1月27日  | 2.5次元ダンスライブ『ツキウタ。』ステージ 第13幕『月野百鬼夜行綺譚 依依恋恋』主題歌                           | Six Gravity: 睦月始 役：縣豪紀、弥生春 役：太田裕二、卯月新 役：中島礼貴、皐月葵 役：上仁樹、師走駆 役：澤邊寧央、如月恋 役：鈴木遥太 Procellarum: 霜月隼 役：TAKA、文月海 役：平井雄基、葉月陽 役：鷲尾修斗、長月夜 役：秋葉友佑、水無月涙 役：佐藤友咲、神無月郁 役：佐藤智広 | 『依依恋恋』                                                |
| 12月29日 | 2.5次元ダンスライブ『ツキウタ。』ステージ 第14幕『Rabbits Kingdom -Resurrection-』主題歌                      | Six Gravity: 睦月始 役：縣豪紀、弥生春 役：太田裕二、卯月新 役：中島礼貴、皐月葵 役：上仁樹、師走駆 役：澤邊寧央、如月恋 役：鈴木遥太 Procellarum: 霜月隼 役：TAKA、文月海 役：平井雄基、葉月陽 役：鷲尾修斗、長月夜 役：秋葉友佑、水無月涙 役：佐藤友咲、神無月郁 役：佐藤智広 | 『Rabbits Kingdom -Resurrection-』                          |

### 『アニドルカラーズ！キュアステージ』シリーズ関連
| 発売日  | 商品名                               | キャスト                                                                           | 歌                                  |
| 2021年  | 2021年                               | 2021年                                                                             | 2021年                              |
| ------- | ------------------------------------ | ---------------------------------------------------------------------------------- | ----------------------------------- |
| 2月10日 | 『Keep On』~ Clarity                 | 春宮亜蘭 役：石渡真修、夏月雫 役：上仁樹、寿秋誉 役：田中晃平、冬弥要 役：白石康介 | 『Keep On』、『Starry Stories』     |
| 2月15日 | 『Keep On』Solo Collection ~ Clarity | 春宮亜蘭 役：石渡真修、夏月雫 役：上仁樹、寿秋誉 役：田中晃平、冬弥要 役：白石康介 | 『Keep On』、『Starry Stories』     |
| 2022年  |                                      |                                                                                    |                                     |
| 2月14日 | 『Movin’on』~ Clarity                | 春宮亜蘭 役：石渡真修、夏月雫 役：上仁樹、寿秋誉 役：田中晃平、冬弥要 役：白石康介 | 『Movin’on』、『TEMPTATION'S KISS』 |
| 4月8日  | 『Naked desire』~ Clarity            | 春宮亜蘭 役：石渡真修、夏月雫 役：上仁樹、寿秋誉 役：田中晃平、冬弥要 役：白石康介 | 『Naked desire』、『My Girl』       |